# Dr. 바일
Dr. 바일 또는 닥터 바일(Dr. VILE, ドクター・バイル)은 록맨 제로에서 나오는 등장인물이다.

## 소개
성우는 오오츠카 치카오. 100년전에 요정 전쟁을 일으킨 장본인. 수많은 인류와 레프리로이드를 학살한 죄로 강제로 몸을 개조받은 뒤, 오리지널 제로의 보디가 들어가 있는 오메가와 함께 우주로 유배되었다. 그러나, 100년 뒤에 우주선이 추락하고 나서는 다시 인류를 위협하고 나선다. 록맨 제로 4에서 제로와 함께 대기의 마찰열로 산화되어서 죽는다.